# Франк Паис
Франк Паис Гарсија (шп. Frank País García; Сантијаго, 7. децембар 1934 — Сантијаго, 30. јул 1957) био је кубански револуционар и борац против режима Фулгенсија Батисте заједно са Фиделом Кастром, Раулом Кастром, Че Геваром и осталим револуционарима. Паис је био координатор Покрета 26. јул, и један од главних организатора покрета у урбаним срединама. Убијен је у заседи на улицама Сантијага од стране полиције 30. јула 1957. године.